# Симбіотичні рентгенівські подвійні
Симбіотичні рентгенівські подвійні (англ. Symbiotic X-ray Binaries, SyXB) - це підгрупа рентгенівських подвійних зір, які складаються з акретуючої нейтронної зорі та червоного гіганта. Червоний гігант передає речовину своєї розширеної атмосфери або через зоряний вітер, або через перехід межі Роша на свого компаньйона, а рентгенівське випромінювання переважно утворюється в акреційному диску довкола компактної зорі та/або при падінні речовини на поверхню нейтронної зорі.

## Характеристики
До цього часу відкрито дуже мало симбіотичних рентгенівських подвійних, а симуляції еволюції масивних подвійних зоряних систем передбачають, що в Чумацькому Шляху таких подвійних зір має бути лише від 100 до 1 000. Рентгенівський спектр SyXB складається з м'якого термічного компонента, який утворюється поблизу зорі-акретора, а деколи має жорстку комптонівську частину. Рентгенівська світність переважно лежить у діапазоні від 1032 до 1034 ерг/с, хоча зоря GX 1+4 досягає величин до 1037 ерг/с. Розраховані на основі кривих рентгенівської світності тривалості обертання нейтронних зір становлять від 100 секунд до 5 годин. Орбітальний період у цих подвійних системах визначити важко, він оцінюється від сотень до тисяч днів, як у симбіотичних зір. Спектральний розподіл енергій SyXB дозволяє припустити, що у їх зір-акреторів виникають джети, як у мікроквазарів. Рентгенівська світність є змінною на декілька порядків, при яких симбіотичні рентгенівські подвійні, аналогічно до інших рентгенівських подвійних, варіюють між м'яким яскравим та слабким жорстким випроміненням. Це ймовірно є наслідком зміни в'язкості в акреційному диску в результаті магніторотаційної нестабільності, яка регулює потік в диску. Такий самий механізм припускається і в інших підгрупах рентгенівських подвійних, наприклад у рентгенівських нових.

## Зв'язок з симбіотичними зорями
Симбіотичні рентгенівські подвійні є близькими родичами симбіотичних зір, одним з компаньйонів яких так само є червоний гігант, а от іншим — білий карлик. У тісних симбіотичних подвійних зоряних системах також може спостерігатись рентгенівське випромінення, але на відміну від  SyXB симбіотичні зорі демонструють виражену змінність зоряної величини у видимому діапазоні. Видимий спектр симбіотичної зорі показує виражені лінії емісії, а спектр симбіотичних рентгенівських подвійних — лише простий спектр червоного гіганта, знов ж таки за виключенням GX 1+4.

## Приклади
- GX 1+4
- GX 1954+31
- IGR J16194–2810
- 4U1700+24